# Евреи в Беларуси
Евреи в Беларуси (бел. Габрэі/яўрэі ў Беларусі, ивр. יהדות בלארוס‎) — один из народов, традиционно проживавших в Беларуси.

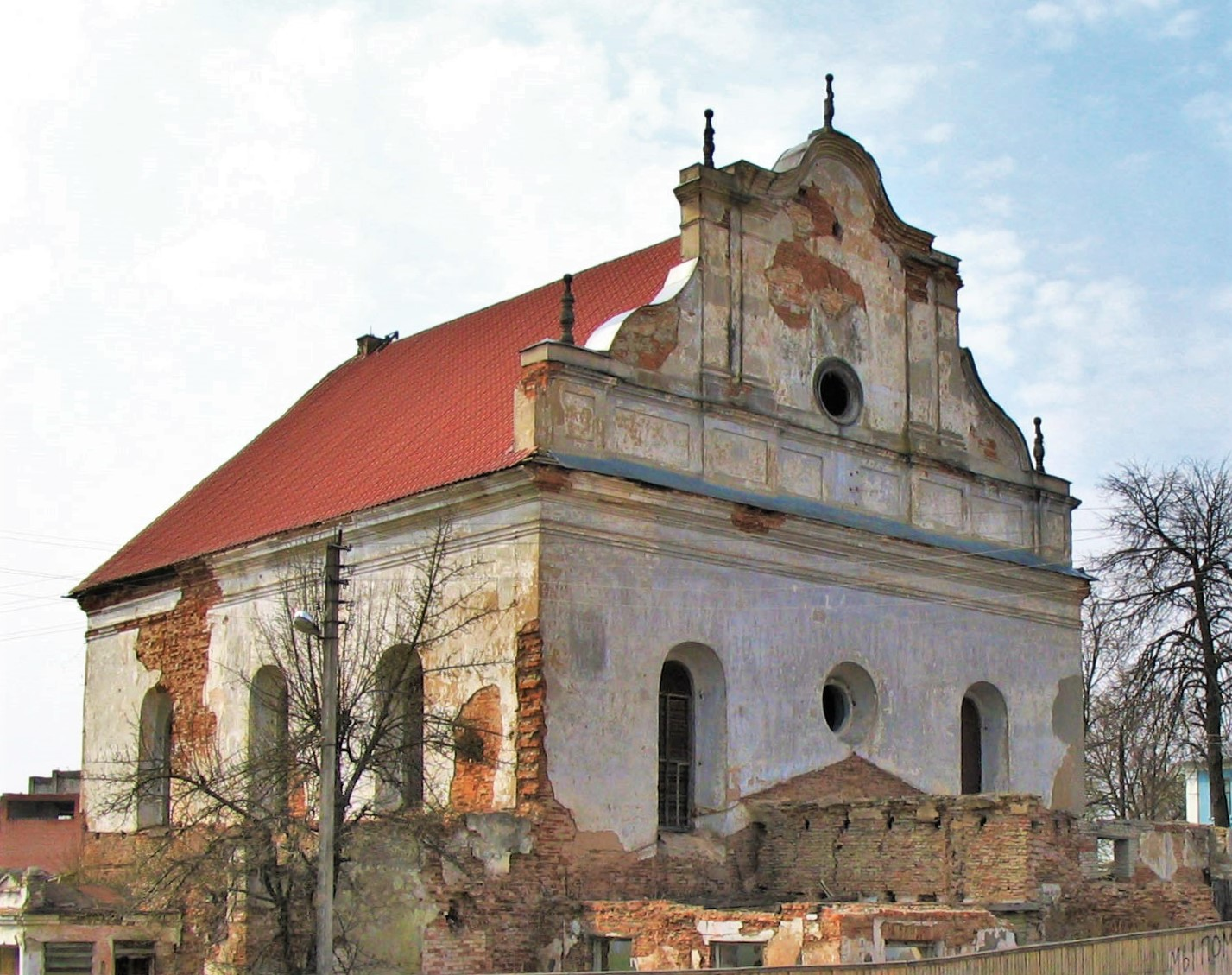
Слонимская синагога (XVII век)

## Расселение евреев в Великом княжестве Литовском

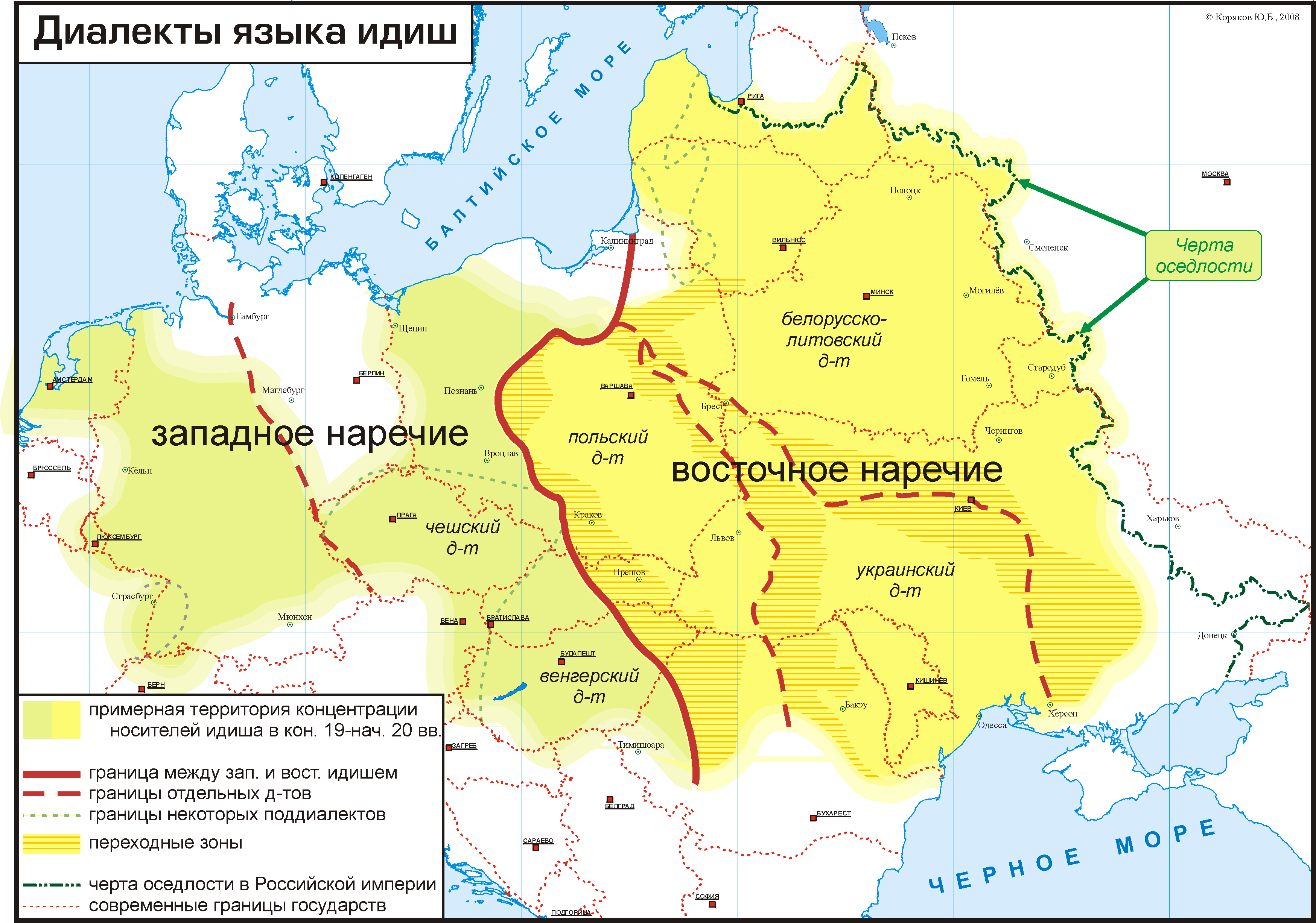
Распространение идиша в Европе (территория Беларуси покрыта полностью) к XIX веку

Первый документ, свидетельствующий о проживании евреев, а, следовательно, и существовании иудаизма на территории современной Беларуси, относится ко времени правления великого князя Гедимина. В 1324 князь Гедимин в своем письме рижскому архиепископу жаловался про нарушение мира крестоносцами и нападение на Мядельский замок. По дороге из Полоцка крестоносцы встретили и убили 6 синогтонов, то есть евреев.
24 июня 1388 года князь Витовт издал в Луцке привилей евреям Бреста с целью поощрения их дальнейшего переселения. Привилей схож с документом, изданным князем Болеславом Калишским в 1264 году. Привилей Витовта устанавливал принципы проживания евреев в Великом княжестве Литовском. За убийство еврея полагалось такое же наказание, как и за убийство шляхтича. Евреям разрешалось свободно исполнять обряды, а также заниматься имущественными и залоговыми операциями. Под залог разрешалось брать любые вещи, кроме христианской религиозной утвари и «окровавленных» (снятых с убитого) вещей. Кроме того, следуя декретам римских пап, в этом документе запрещалось обвинять евреев в употреблении христианской крови. Были установлены и основы автономии еврейской общины. 18 июня 1389 года Витовтом был издан привилей евреям Гродно. Этот документ устанавливал границы поселений еврейской общины, освобождал от налогов синагогу и кладбище, а также регулировал торговые отношения в городе. Непосредственно появлению евреев в Великом княжестве Литовском предшествовали Еврейские погромы во время чумы, происходившие в 1348—1351 гг. в городах Европы (Базель, Страсбург, Тулон, Шпайер, Эрфурт).
В 1495 году литовский князь Александр Ягеллон издает указ о изгнании евреев, однако он отменил свой указ в 1503 году. В 1514 году была учреждена должность главного раввина Великого Княжества Литовского (им стал Михель Юзефович). В 1566 году статут предписывал носить евреям желтые шапки.

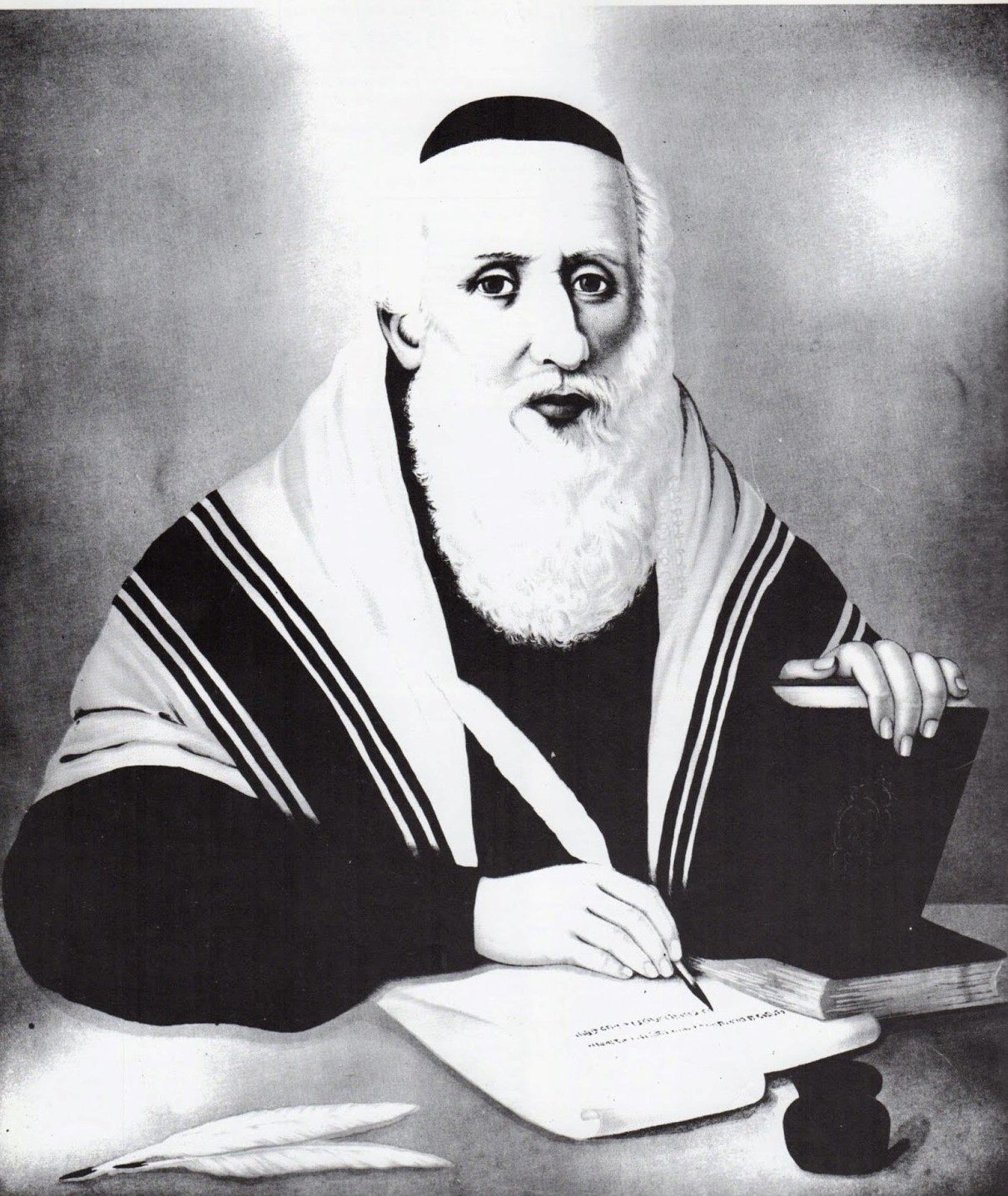
Виленский Гаон (1720—1797)

В 1572 году из Праги в Гродно перебрался раввин Мордехай Яффе. В 1575—1580 гг. строилась Гродненская синагога, в 1620-е годы появилась Быховская синагога, в 1627 году Витебский воевода Шимон Самуил Сангушко дал согласие на строительство в Витебске синагоги, в 1642 году была возведена Слонимская синагога. В 1623 году был учрежден Литовский ваад — орган еврейского самоуправления на территории Великого княжества Литовского (в составе Ваада четырёх земель). Центром литовского ваада стал Брест. Помимо брестской общины в литовский ваад первоначально входили еврейские общины Гродно и Пинска, которые имели статус «главных». Вплоть до XIX века территория Беларуси в еврейском языке называлась Литвой (идиш ליטע‎: литэ), а за белорусскими евреями закрепилось название литваков (идиш ליטוואַק‎).
Весной 1649 года еврейское население Гомеля пострадало от рейда казаков Мартына Небабы, а в 1654 году двадцатипятитысячный отряд украинского гетмана Ивана Золотаренко вторгся на территорию Беларуси и учинил погромы местного еврейского населения. Пострадали Гомель, Жлобин, Рогачёв и Бобруйск.
В 1652 году статус «главной» общины литовского ваада получила община Вильны. В 1658 году в Минске появилась первая иешива. В 1720 году на территории Беларуси родился Виленский Гаон, который положил начало движению Миснагдим.
В XVIII веке Менахем Мендель из Витебска начал распространять хасидизм в Беларуси. В Лиозно в 1767 году магидомом стал ученик Менхема Менделя Алтер Ребе, который в 1772 году основал движение Хабад. В местечках Беларуси сформировался уклад жизни, имевший местные особенности, и особый северо-восточный диалект языка идиш.

## Белорусские евреи в Российской империи

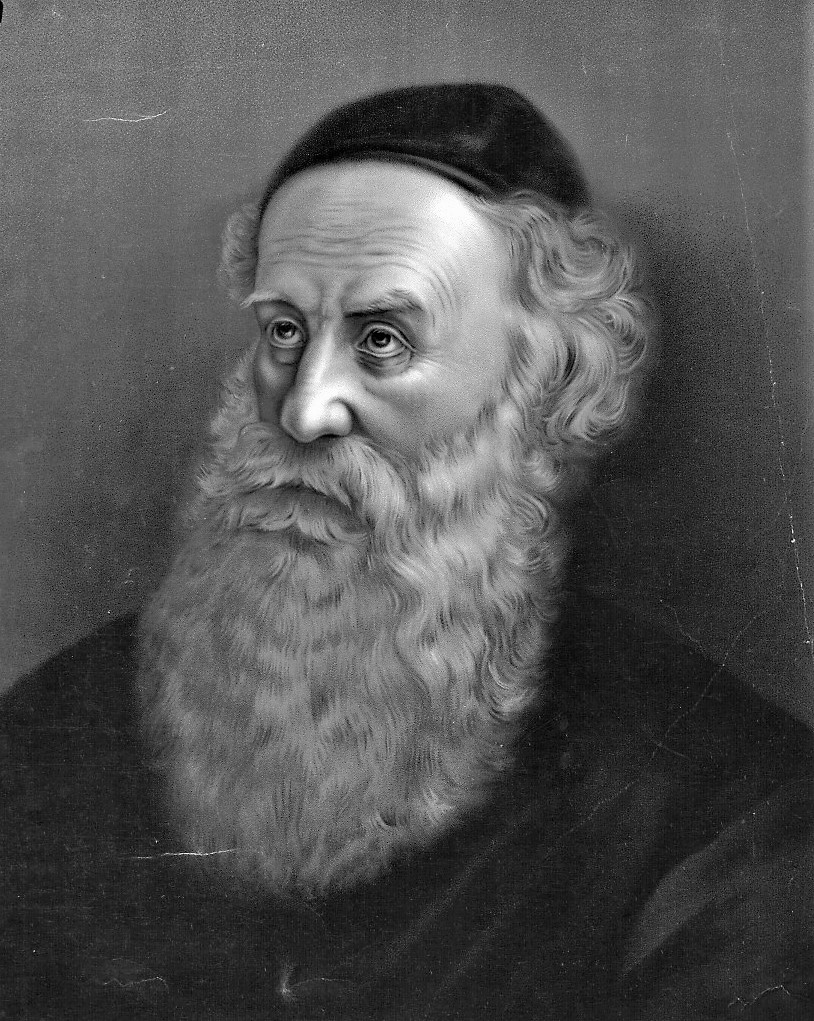
Алтер Ребе (1745—1812) — создатель движения Хабад

В 1794 году, когда происходил процесс присоединения Беларуси к Российской империи, была создана черта оседлости, закреплявшая возможность проживания евреев только в границах западных губерний. Евреи в этот период составляли абсолютное либо относительное большинство практически во всех городах и местечках Беларуси. Белорусские евреи в лице духовного лидера Алтер Ребе поддержали русского царя в ходе Отечественной войны 1812 года, во время Польского восстания 1863 года они вновь заняли пророссийскую сторону, что способствовало укреплению их положения в Западной России. Однако уже в 1816 году имело место Гродненское дело, в ходе которого впервые был озвучен кровавый навет на евреев. Впрочем, дело не имело подтверждения.
В 1874 году на территории Беларуси (в Мотоле) родился первый президент Израиля Хаим Вейцман. В 1887 году в Витебске родился всемирно известный художник Марк Шагал. В 1889 году в местечке Мир родился третий президент Израиля Залман Шазар. По переписи населения 1897 года, приверженцами иудаизма назвали себя:
- в Виленской губернии — 204 686 человек из 1 591 207 проживавших в губернии[9], то есть 12,8 %
- в Витебской губернии — 175 629 из 1 489 246[10], то есть 11,8 %. В самом Витебске в 1897 году евреи составляли 52 % населения[11].
- в Гродненской губернии — 280 489 из 1 603 409[12], то есть 17,5 %. В самом Гродно в 1897 году евреи составляли 48 % населения[13].
- в Минской губернии — 345 015 из 2 147 621[14], то есть 16 %. В самом Минске в 1897 году евреи составляли 52 % населения[15].
- в Могилёвской губернии — 203 946 из 1 686 764[16], то есть 12,1 %. В самом Могилеве в 1897 году евреи составляли 50 % населения[17].

По переписи населения 1897 года 14 % жителей территории нынешней Беларуси говорили на идиш (второе место после белорусского языка).

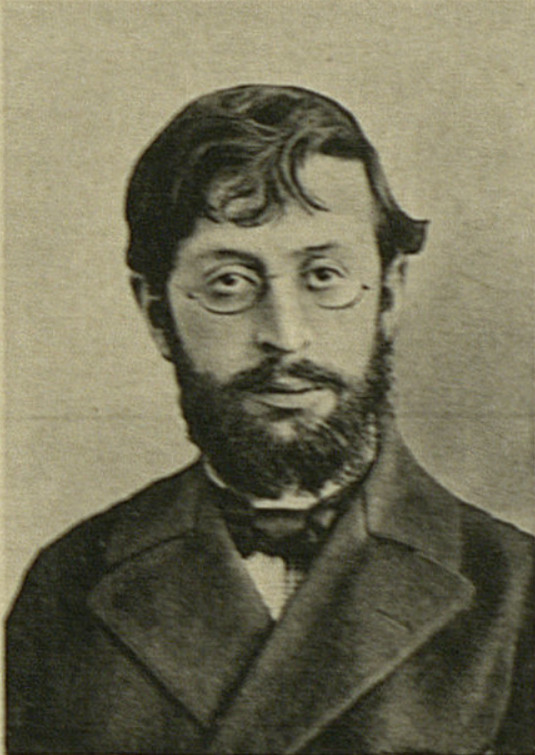
еврейский революционер-бундовец, член учредительного съезда РСДРП в Минске Абрам Мутник (1868—1930)

В 1898 году Юдель Пэн открыл в Витебске первую еврейскую художественную школу, в которой учился Марк Шагал, а в Гомеле была создана ячейка Бунда (בונד). По инициативе Бунда в Минске в том же году был проведён I съезд РСДРП, в котором приняли участие бундовцы Арон Кремер и Абрам Мутник. Сам съезд (а по сути встречу) организовала бундовка Женя Гурвич. 2/3 ЦК РСДРП составляли евреи. В 1901 году в Минске часть бывших бундовцев организовала Еврейскую независимую рабочую партию (Маня Шохат), деятельность которой распространялась также на территории Литвы и Украины. Однако партия просуществовала лишь два года и распалась.
В сентябре 1902 года в Минске была проведена легальная сионистская конференция (впервые в Российской империи), в которой приняли участие 526 человек. 29 августа 1903 года в Гомеле произошли столкновения между евреями и русскими, возникшие на бытовой почве. В первый же день конфликта ножом был убит крестьянин Ф. Силков. В городе действовала еврейская вооружённая группа во главе с Хенкиным. Позже часть этого отряда перебралась через Одессу в Палестину, где составила костяк сионистского ополчения.
Во время первой русской революции 1905 года в Орше произошёл еврейский погром (22 октября), в ходе которого погибло 32 человека. На скамье подсудимых оказалось 58 человек, из которых 26 человек были оправданы, а остальные были помилованы царём.
В 1913 году в Бресте родился премьер-министр Израиля Менахем Бегин (Мечислав Бегун).
После Февральской революции 1917 года от Минской губернии во Всероссийское учредительное собрание был избран сионист Юдель Бруцкус, а председателем минской городской Думы стал бундовец А. И. Вайнштейн. В июне 1917 года в Минске стала легально выходить бундовская ежедневная газета на идише «Дер Векер» (идиш דער וועקער‎, «Будильник») под редакцией М. Я. Фрумкиной. Если поначалу бундовцы не приняли большевистскую революцию, то, столкнувшись с антисемитизмом белых, они уже в 1919 году активно стали вступать в Красную Армию. В ноябре 1920 года отряды Булак-Балаховича учинили еврейский погром в Мозыре, в ходе которого погибло 32 человека.

## Евреи в Советской Белоруссии

Герб БССР с надписью на идише (1926 год)

Летом 1920 года идиш был признан одним из четырёх официальных языков БССР. В 1921 году еврейские социалисты из Бунда провели свою последнюю XIII-ю конференцию в Минске, после чего влились в состав ВКП(б). В 1921 году в Минске был открыт еврейский спортивный клуб «Гамер» (идиш האמער‎: Молот), где юноши и девушки готовились к работе спортивными тренерами. В 1925—1941 гг. в Минске издавался журнал «Дер Штерн» (идиш דער שטערן‎: Звезда). В 1926 году в Минске появился Белорусский государственный еврейский театр, где ставились постановки на основании произведений С. З. Галкина, М. С. Кульбаки, И.-Л. Переца и Шолом-Алейхема. Еврейский театр героизировал образ Бар Кохбы (идиш בר כוכבא‎) и Шуламис (идиш שולמית‎). При еврейском отделе Инбелкульта издавался научный журнал «Цайтшрифт» (идиш צייַטשריפֿט‎: Хроники). В 1931 году в Минске состоялась всемирная конференция еврейских писателей. Однако в 1936 году идиш был лишён статуса официального языка Белоруссии.
В сентябре 1939 года произошёл Гродненский погром накануне захвата города частями РККА. После присоединения Западной Белоруссии к СССР в границах БССР на 1939 год проживало 750 тыс. евреев.
27 февраля 1941 года, по данным областных комитетов КП(б)Б, в западных областях БССР насчитывалось 446 костёлов, 54 церкви, 387 синагог, 14 монастырей и духовенства: 617 ксендзов, 606 попов, 293 раввина.
К 1941 году в Белоруссии выходили две газеты на идише: «Белостокер Штерн» (с октября 1939 года) и «Октябрь» (с 1930 года в Минске). Также в Минске выпускался литературный журнал «Дер Штерн».

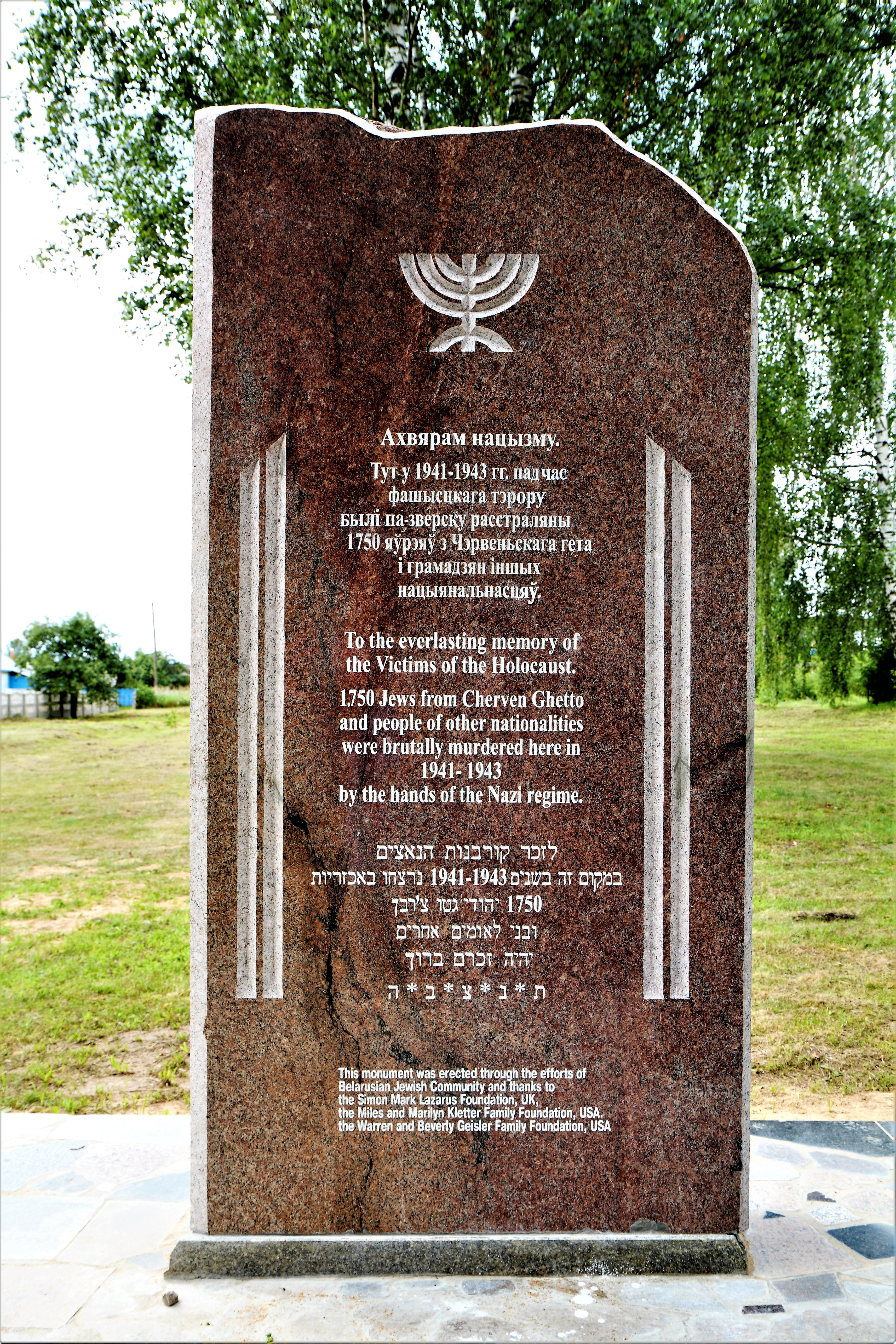
Один из памятников Холокоста в Белоруссии (в память жертв Червеньского гетто)

Во время немецкой оккупации (1941—1944) погибло около 800 тысяч белорусских евреев. В годы войны на территории Белоруссии действовал еврейский Партизанский отряд 106 под командованием Шолома Зорина. Другими известными еврейскими партизанами были братья Бельские. Однако война нанесла серьёзный удар по еврейской диаспоре в Белоруссии. В 1947 году в Минске на месте уничтожения евреев был воздвигнут первый в СССР памятник с надписью на идиш: «Евреям — жертвам нацизма».
Однако в послевоенное время (после создания государства Израиль) евреи начали сталкиваться с враждебностью советских властей. Поворотным моментом стало убийство Соломона Михоэлса в 1948 году. В 1965 году была разрушена Центральная синагога Минска. В 1959 году в Белоруссии насчитывалось 150 тыс. евреев, это был пик послевоенной численности, поскольку в конце советского периода началась волна эмиграции евреев в Израиль и США. Руководство СССР пыталось остановить этот исход, однако в ответ США в 1974 году ввели поправку Джексона — Вэника. Особой интенсивности эмиграция евреев из Беларуси достигла в последние годы Перестройки, когда за три года численность евреев в стране сократилась на 62 тыс. человек, то есть вдвое.

## Положение евреев в независимой Беларуси

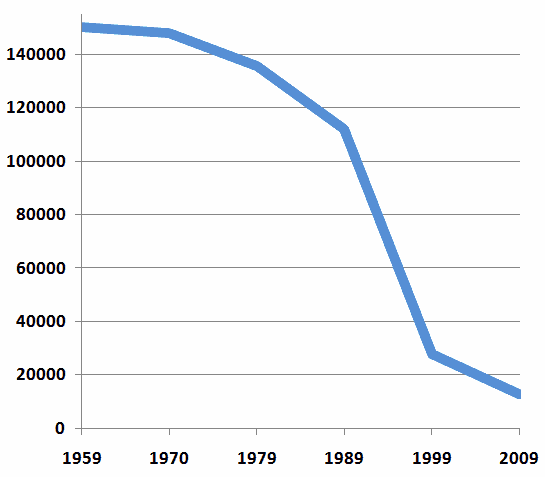
Численность евреев в Беларуси по данным переписей населения

С 1990-х годов наблюдаются одновременное усиление активности жизни еврейских общин и уменьшение количества евреев за счет эмиграции в Израиль, а также США и ряд других стран Запада и Россию. Число евреев по данным переписей быстро сокращается, так в 1989 году 112 тысяч; особенно быстро число евреев сокращалось в период независимости страны: к 1999 году их число сократилось ещё в 4 раза (до 28 тысяч), а в период до 2009 года ещё более чем вдвое — до 13 тысяч. Подавляющее большинство в языковом плане обрусело — согласно переписи 2009 года 86 % евреев Беларуси родным языком назвали русский и 96 % разговаривают на нем дома. Доля евреев, называвших родным еврейский язык (идиш или иврит), в 1990—2000-х гг. снижалась: если в 1989 г. таковых было около 8 %, то в 1999 г. — 5,4 %, в 2009 г. — 2,8 %. Некоторые родным языком считают белорусский — в 2009 году таких было 9 % от всего еврейского населения, но дома по-белорусски говорили только 2 % евреев Беларуси.
В конце XX в. выросла белорусская алия в Израиль: белорусские правительственные источники предполагают, что в Израиле проживает около 130 тыс. выходцев из Беларуси.
По информации из еврейских общин, к евреям себя относят от 30 до 50 тысяч жителей страны, однако подавляющее большинство евреев не являются активными верующими. Тем не менее есть источники, которые называют значительно более высокие цифры числа лиц иудейского вероисповедания: 60 тысяч.
5-6 января 1993 года в Минске прошла учредительная конференция республиканского объединения религиозных общин.
Действуют 11 синагог: по 2 — в Минске, Витебске и Могилёве, а также в Пинске, Бресте, Гродно, Бобруйске и Гомеле, работает 19 раввинов. Ряд исторических синагог не действует (Быхов) или переданы другим организациям (Могилёв). Наибольшее число представителей еврейской общины проживает в Минске и областных центрах республики, а также в Барановичах, Бобруйске, Мозыре, Пинске и Полоцке.
В республике существует Союз белорусских еврейских общественных объединений и общин и Иудейское религиозное объединение. Эти организации поддерживают тесные контакты с посольством Израиля в Беларуси, «Израильским культурным центром» и представительством Джойнта в Минске.